# Sân bay quốc tế Chiang Rai
Mae Fah Luang - Sân bay quốc tế Chiang Rai (tiếng Thái: ท่าอากาศยานแม่ฟ้าหลวง เชียงราย, RTGS: Tha-akatsayan Mae Fah Luang Chiangrai phát âmⓘ) (IATA: CEI, ICAO: VTCT) tọa lạc ở Chiang Rai ở phía Bắc Thái Lan. Sân bay này nằm cách trung tâm thành phố 8 km. Sân bay này phục vụ 500.000 lượt khách, 3900 chuyến bay và 2700 tấn hàng mỗi năm. Dù là sân bay quốc tế và có trang thiết bị phục vụ các chuyến bay quốc tế, chưa có hãng hàng không quốc tế nào hoạt động ở đây.

## Các hãng hàng không
- AirAsia
  - Thai AirAsia (Bangkok-Suvarnabhumi)
- Orient Thai Airlines
- One-Two-GO (Bangkok-Don Mueang)
- Thai Airways International (Bangkok-Don Mueang, Bangkok-Suvarnabhumi) 
  - Nok Air (Bangkok-Don Mueang)
  - SGA Airlines (Chiang mai)